# Prowincja Phetchaburi
Phetchaburi (lub krócej Phet'buri, taj. เพชรบุรี) – jedna z centralnych prowincji (changwat) Tajlandii. Sąsiaduje z prowincjami Ratchaburi, Samut Songkhram i Prachuap Khiri Khan oraz z Mjanmą.